# Смычинский сельский совет
Смычинский сельский совет (укр. Смичинська сільська рада) — входит в состав
Городнянского района
Черниговской области
Украины.
Административный центр сельского совета находится в 
с. Смычин.

## Населённые пункты совета
- с. Смычин
- с. Дибровное